# Никея от Коринт
Вижте пояснителната страница за други личности с името Никея.
Никея от Коринт (на старогръцки: Nίκαια, Nikaia; † сл. 245 г. пр. Хр.) е от ок. 260 г. пр. Хр. съпруга на цар Александър от Коринт и след неговата смърт от ок. 245 г. пр. Хр. съпруга на Деметрий II Македонски.
Нейният първи съпруг Александър от Коринт († 245 г. пр. Хр.) е македонски генерал и управител на Гърция с главна резиденция Коринт и във вражда с чичо си цар Антигон II Гонат. Никея помага на гръцкия поет Евфорион (276 – 225 г. пр. Хр.).
Нейният съпруг умира през 245 г. пр. Хр., вероятно отровен от Антигон, след което тя запазва управлението на Коринт и става търсена за женитба. Антигон пристига със син си престолонаследник Деметрий II Македонски пред Коринт и ѝ предлага женитба за него. Никея се укрепила в замък Акрокоринт. Тя решава и слиза в града, където да се състои сватбата. Антигон настанява своите мъже в замъка и така без борба го превзема.
Не е ясно колко време Никея остава омъжена с Деметрий II. Малко след възкачването му на трона през 239 г. пр. Хр. той се жени за епирската принцеса Фтия/Хриайз.